# Reophacinae
Reophacinae es una subfamilia de foraminíferos bentónicos de la Familia Reophacidae, de la Superfamilia Hormosinoidea, del Suborden Hormosinina y del Orden Lituolida. Su rango cronoestratigráfico abarca desde el Ordovícico medio hasta la Actualidad.

## Discusión
Clasificaciones previas incluían Reophacinae en la Familia Hormosinidae y en el Suborden Textulariina, o en el Orden Lituolida sin diferenciar el Suborden Hormosinina.

## Clasificación
Reophacinae incluye a los siguientes géneros:
- Adelungia †
- Hormosinoides
- Leptohalysis
- Nodulina
- Reophax

Otros géneros inicialmente asignados a Reophacinae y actualmente clasificados en otras familias son:
- Hormosinella, ahora en la Familia Hormosinellidae
- Kunklerina, ahora en la Familia Kunklerinidae
- Rockfordina, ahora en la Familia Hormosinellidae
- Scherochorella, ahora en la Familia Kunklerinidae
- Subreophax, ahora en la Familia Hormosinellidae

Otros géneros considerados en Reophacinae son:
- Ammofrondicularia, aceptado como Reophax
- Lituolina, aceptado como Reophax
- Proteonina, aceptado como Reophax
- Reophaxopsis, aceptado como Reophax
- Silicina, aceptado como Reophax